# 2011년 바레인 봉기

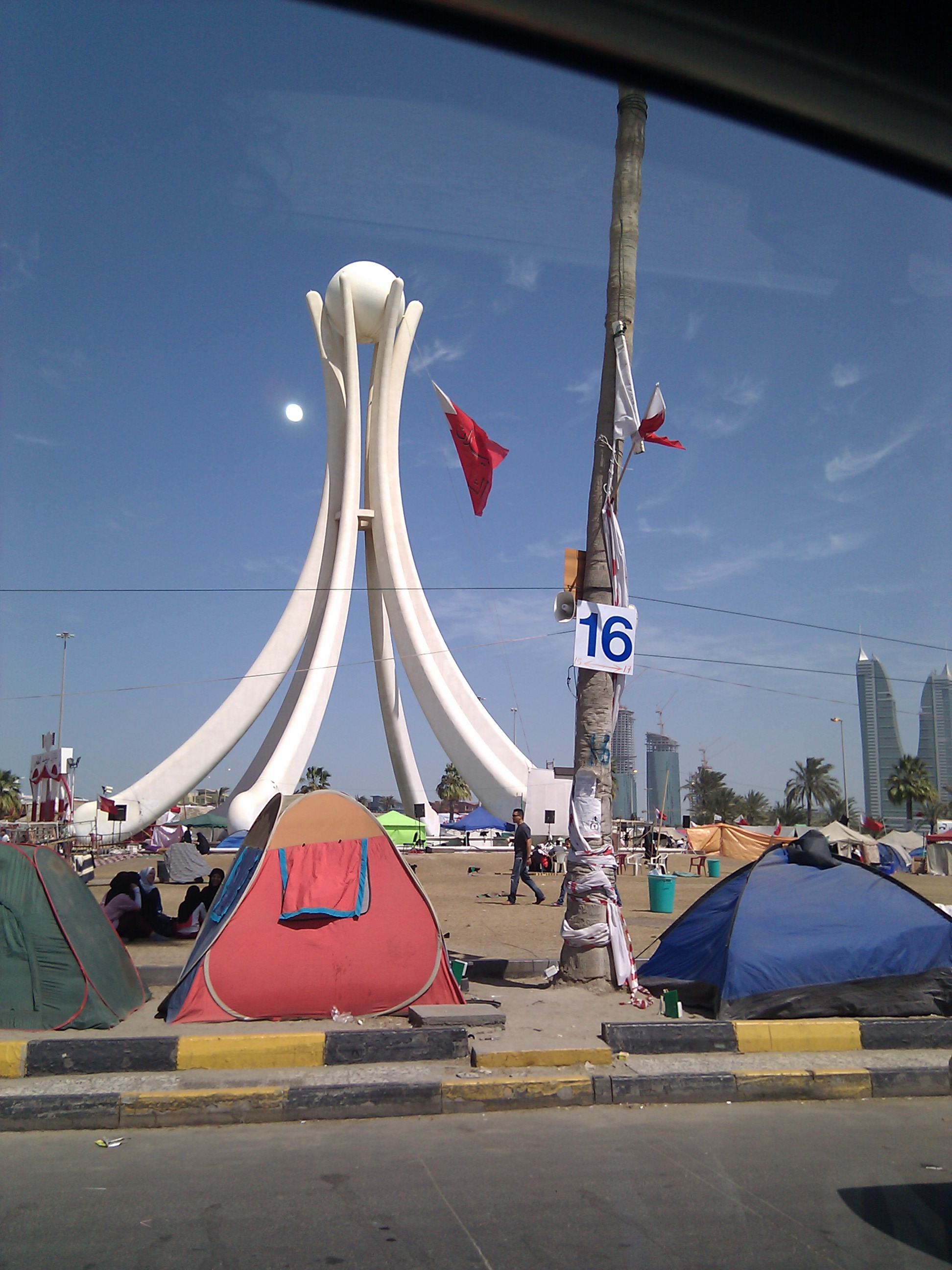
2011년 바레인 봉기 당시 시위대는 진주 로터리에서 며칠 동안 텐트를 쳤는데, 텐트가 철거될 때까지 진주 로터리는 시위대의 중심지 역할을 했다.

2011년 바레인 봉기(The 2011 Bahraini uprising, 진주 혁명(Pearls Revolution, ثورة الؤلؤ‎) 이라고 불리기도 함)는 페르시아만의 국가 바레인에서 계속되는 시민의 저항 운동이자, 일련의 반정부 시위이다. 튀니지의 노점상 모하메드 부아지지의 분신 자살에 따른 중동 및 북아프리카 지역 반정부 시위의 혁명적 물결 가운데 하나이며, 이 시위의 목적은 정치적 자유의 확대, 바레인 인구의 대다수를 차지하고 있는 시아파 인구의 평등 대우, 더 나아가 하마드 국왕의 군주 정체의 타도이다.

## 배경
석유 자원이 풍부한 페르시아 만의 국가에선 처음으로 일어난 반정부 시위로, 바레인 국민 행동 헌장 초안이 국민 투표에 의해 채택된 지 10주년이 되는 2월 14일에 시작되었다. 반정부 시위의 배경은 국가의 권력을 장악하고 있는 할리파 왕가 및 바레인의 지배 계층인 수니파와 인구의 대다수를 차지하면서도 취업 차별 등을 당하고 있던 시아파 간의 갈등이었다.
시위의 주체인 시아파 국민들은 정부에 고용 창출과 임금 인상, 40년간 재임하고 있는 할리파 이븐 살만 알할리파 (Khalifa ibn Salman Al Khalifa) 총리의 퇴진, 의원 내각제의 도입을 요구했으며, 튀니지, 이집트와 같이 바레인에서도 젊은이들 사이에서 페이스북과 트위터를 이용한 반정부 시위 참가가 촉구되었다.

## 진행 과정
2월 11일, 하마드 국왕은 가구당 1,000 바레인 디나르 (2011년 2월 기준으로 대략 2,600 미국 달러)를 지급할 것을 결정하였으나, 이러한 조치는 표면적으로 바레인 국민 행동 헌장 채택 10주년 기념을 이유로 실행되었다. 2월 12일, 인권 활동 단체 바레인 인권 센터는 하마드 국왕에게 서면으로 인권 운동가 등 450명 이상의 수감자를 석방할 것을 요구하였고, 국왕은 이 요구에 부분적으로 수락하면서 젊은 수형자를 사회에 복귀시키는 명령을 내렸다. 국왕은 다음 날, 바레인의 시아파 야당 세력의 요구에 따라 매체 규체 완화를 약속하였다.

### 2월 14일 ~ 2월 16일
2월 14일, 수도 마나마 동쪽의 시아 마을에서 반정부 시위가 시작되었고, 경찰은 시위대를 강경 진압하는 태도를 취했다. 이 때 남성 한 명이 부상을 당해 병원으로 옮겨졌으나 14일 밤 사망한 것으로 확인되었다. 또한 마나마 근교의 마을에서도 시위가 일어났으며, 목격자의 보고에 따르면 20명 이상이 부상하고, 1명이 사망하였다. 이 때 경찰이 최루가스, 실탄, 고무탄을 사용했다고 보도되었으며, 시아파 젊은이들은 이 날의 운동을 2월 14일 혁명이라고 이름 붙였다.
2월 15일, 전날 시위에서 희생된 참가자의 장례식에 참석하기 위해 모인 군중과 보안군 사이에 충돌이 발생, 군중 1명이 사망하고 적어도 25명이 부상했다고 보도되었다. 시위에서 사망한 두 명의 사진이 페이스북에 올라가면서 많은 사람들을 분노케 하였고, 시위는 이후 시위대 약 2000명이 마나마 중심부의 진주 광장을 점거하는 대규모 항의 시위로 발전하였다. 진주 광장에 모인 시위대는 검은 의상으로 몸을 감싸고, 자발적으로 역할을 분담하며 반정부 시위에 임했으며, 이 날 바레인 시아파계의 최대 야당 알 위파크가 공식적으로 반정부 시위 참여를 표명하였다. 대규모 시위의 영향으로 2명의 사망자가 나온 것에 대해, 하마드 국왕은 국영 TV에서 연설을 하고 사회 개혁과 두 명의 사망자에 대한 조사를 시작한다고 발표하였다.
전날 국왕의 연설에도 불구하고 진주 광장의 시위자는 7000명으로 증가하였고, 시위의 참가자들은 하마드 국왕의 삼촌이자 총리인 할리파 살만 이븐 알할리파 (세계 최장기 집권 총리)의 퇴진을 강하게 요구하였다. 이 안에서는 왕정 타도를 외치는 사람도 나타나기 시작하였고, 덧붙여 이 날에는 사망한 두 사람의 장례식이 열렸다.

### 2월 17일 ~ 2월 19일
2월 17일 새벽, 바레인 보안군은 진주 광장을 봉쇄하고 최루가스, 산탄총을 이용한 시위대의 강제 해산을 유도했으며, 광장에 있던 시위 참가자들은 거의 전멸되었다. 알 위파크에 따르면 이 날 강경 진압으로 2명이 숨지고 적어도 50명이 부상했으며, AP 통신은 4명의 사망자가 나왔다고 보도하였다.
2월 18일, 보안군이 반정부 시위대에 발포하며 무력 진압에 나섰고, 바레인 정부 측이 시위대에 무력 행사를 단행함으로써, 당초 정치 개혁과 민주화를 요구했던 반정부 시위가 왕실을 타도하고자 하는 시위로 발전해 정세가 더욱 긴박해졌다. 하마드 국왕은 군부 사령관을 겸임하는 황태자 살만 빈 하마드 알할리파에게 알 위파크와의 대화를 진행하도록 명령, 황태자는 할리파 총리에게 사태의 책임을 지고 사임하도록 요구하였다. 알 위파크 등 반정부 세력과 대화 자세를 취하는 듯 했으나, 반정부 세력 측은 할리파 내각의 총사퇴와 마나마에 주둔하고 있던 미군의 철수를 요구했기 때문에 협상은 별 소득 없이 결렬되었다. 단, 2월 19일에 예정되어 있던 대규모 시위는 2월 22일로 연기되었다.
이 날 살만 황태자는 현지 TV에서 "바레인은 한 종파 (시아파)를 위해 존재하는 것이 아니며, 지금 나라는 분열되고 있다"는 발언을 하였다.

### 3월 이후의 상황
3월 14일, 바레인 정부의 요청으로 걸프 협력 회의(GCC)는 사우디아라비아 군을 주력으로 하는 연합방위군(Peninsula Shield Force)을 파견했으며, 사우디아라비아군 약 1000명, 아랍에미리트 연방 경찰 500여명이 보내져 반정부 시위에 참가한 시민들을 구속하는 등 강경 조치를 통해 대규모 시위를 진압하였다. 3월 15일에는 하마드 국왕이 3개월 간 비상 사태를 선언했으며, 시위파 시위자 4명에게 사형 판결이 내려지는 등 반정부 시위를 강하게 억제하는 자세를 취하였다. 이러한 시위로 사망자는 30명을 넘어섰다.
5월 8일, 비상 사태 해체를 예정보다 빠른 6월 1일에 실시한다고 발표하였다. 하지만 해제를 발표한 이후에도 바레인 정부의 강경적인 태도는 변하지 않았고, 5월 11일에는 반정부 시위에 관한 보도를 공정하게 보도하지 않았다는 이유로 로이터 통신 기자에게 추방 조치를 내렸으며, 그 외에 반체제 인사의 체포도 진행되었다.
5월 25일에는 살만 왕세자가 다양한 개혁을 실행하겠다는 약속을 했으며, 6월 1일 예정대로 비상 사태 선언이 해제되었다. 하지만 6월 3일, 다시 보안군과 시아파가 충돌함으로 따라, 바레인 정세는 계속해서 혼란 속에 있다.
2011년 11월에는 사우디아라비아군이 개입하여 시민들을 제압하던 바레인군들을 도와주면서 강제로 진압이 되었다.